# Ennio Candotti
Ennio Candotti (Roma, 12 febbraio 1942 – Manaus, 6 dicembre 2023) è stato un fisico italiano naturalizzato brasiliano.

## Biografia
Studiò fisica presso l'Università di San Paolo, in Brasile, dal 1960 al 1964, e presso l'Università di Napoli, in Italia (1970-1971). Dal 1966 al 1968 si specializzò in fisica teorica presso l'Università di Pisa (più precisamente in teoria della relatività), in fisica matematica presso l'Università di Monaco di Baviera, a Monaco di Baviera, (1968-1969) e nei sistemi dinamici presso l'Università di Napoli.
Dal 1974 al 1995, Candotti fu professore presso l'Università federale di Rio de Janeiro. Fu poi professore presso l'Università Federale dell'Espírito Santo. Divenne naturalizzato brasiliano nel 1983. Ricevette il premio Kalinga del 1999 concesso dall'UNESCO. Divenne anche il presidente dell'Unione Internazionale per i Comunicatori Scientifici, creata nel 2002 a Mumbai (India).

## Opere
- E. Candotti, G. Cocho, R. Montemayor, Thermal Gohost fields and unstable systems in Nuovo Cimento Della Società Italiana di Fisica B - General Physics, Bologna, v. 106B, p. 13-22, 1990.
- E. Candotti, C. Palmieri, B. Vitale, Universal Noether's nature of infinitesimal transformations in Lorentz covariant field theories in Il Nuovo Cimento, Bologna, v. 7A, p. 271-279, 1972.
- E. Candotti, C. Palmieri, B. Vitale, On the inversion of Noether theorem in classical dynamical systems in American Journal of Physics, USA, v. 40.3, p. 424-427, 1972.
- E. Candotti, C. Palmieri, B. Vitale, On the inversion of Noether Theorem in Lagrangian Formalism in Il Nuovo Cimento, Bologna, v. 70, p. 233-239, 1970.